# Brandsburg
Die Brandsburg ist eine ehemalige Wasserburg in Alten-Buseck, einer Ortschaft der Gemeinde Buseck im Landkreis Gießen in Hessen. 

## Lage
Die ehemalige Burganlage befindet sich südwestlich der Ortsmitte in der Brandgasse 14/16 und war einst von einem Wassergraben umgeben.

## Geschichte
Die Brandsburg wurde 1490 erstmals erwähnt, nachdem Mitglieder der Familie von Buseck gen. Brand sie dem hessischen Landgrafen aufgegeben hatten und von ihm zu Lehen bekamen. Das Lehen der Brandsburg umfasste in der Regel auch einen Hof in Beuern.
Die Burg wurde nach 1730 abgebrochen und auf den alten Grundmauern 1735 als barockes Herrenhaus neu aufgebaut.
Die Burganlage war annähernd quadratisch und ist heute ein symmetrisches zweigeschossiges Herrenhaus mit streng gereihten Fenstern und hohem Mansarddach mit rechteckigen Gauben und einem modernen, nach Osten anschließenden ehemaligen Fabrikanbau von 1959. Seit 1867 als Sitz einer Zigarrenfabrik dienend, stellt das heutige Gebäude auch ein Denkmal der für die Region sehr bedeutenden Tabakindustrie dar. Die Arbeit in solchen Zigarrenfabriken war ein wichtiger Nebenerwerb in den überwiegend auf landwirtschaftliche Produktion ausgerichteten Dörfern des Gießener Landes.
Neben der Brandsburg sind für Alten-Buseck in Urkunden noch die Zaunburg (Tzanburg), die Hofburg und die Eitelsburg erwähnt.

## Heutige Nutzung

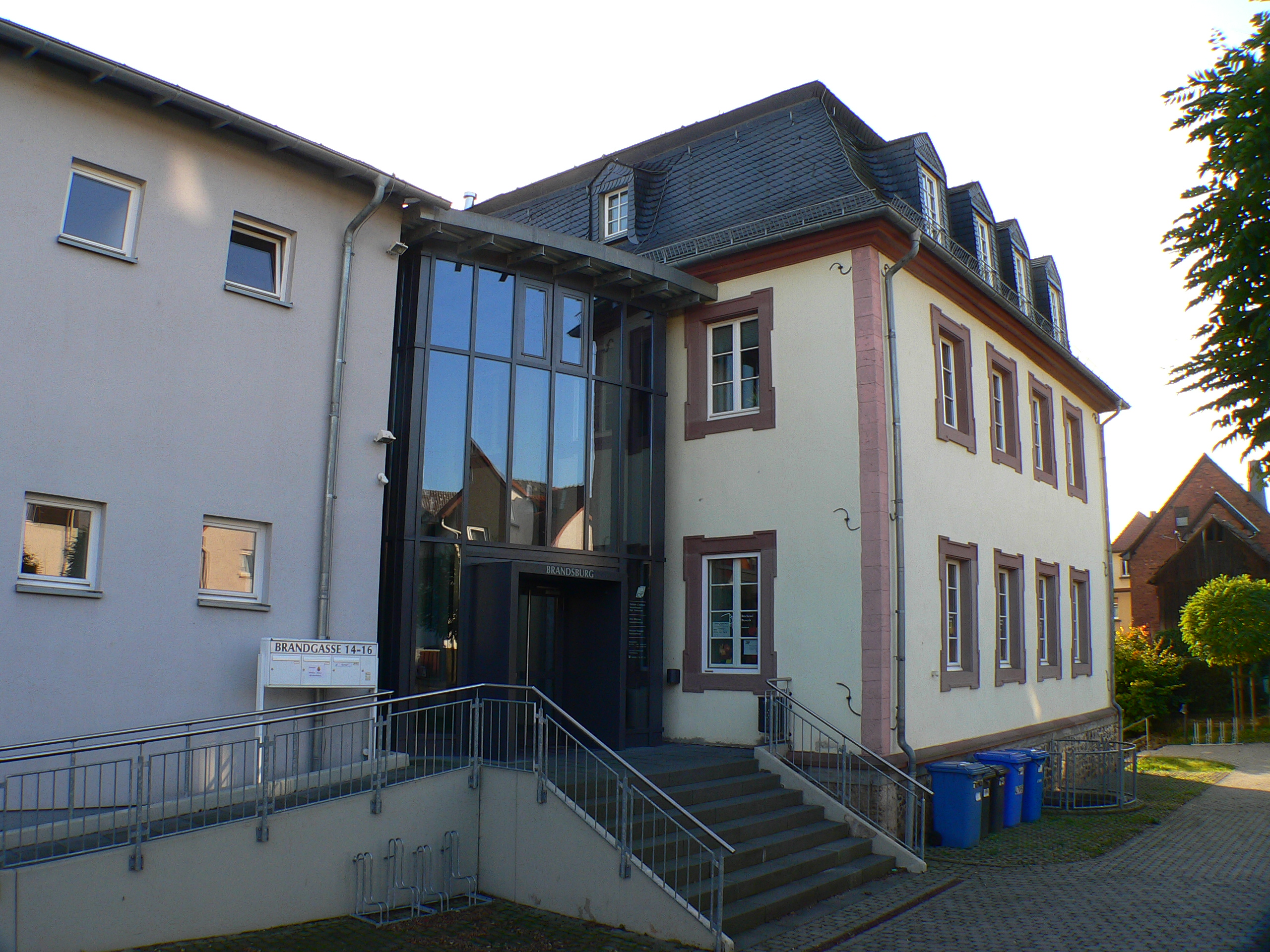
Moderner Anbau und Herrenhaus (Blick aus Nordosten)

Heute wird die ehemalige Burganlage vielfältig genutzt. Neben Büroräumen dient sie als Jugendtreff, Gemeinschaftsraum der Landfrauen und verschiedentlich als Ausstellungsraum. Sie beherbergt die öffentliche Bücherei und das örtliche Gemeindearchiv.
Ende 2014 wurde ein Förderverein zum Erhalt der denkmalgeschützten Scheune gegründet.